# 郡司成忠

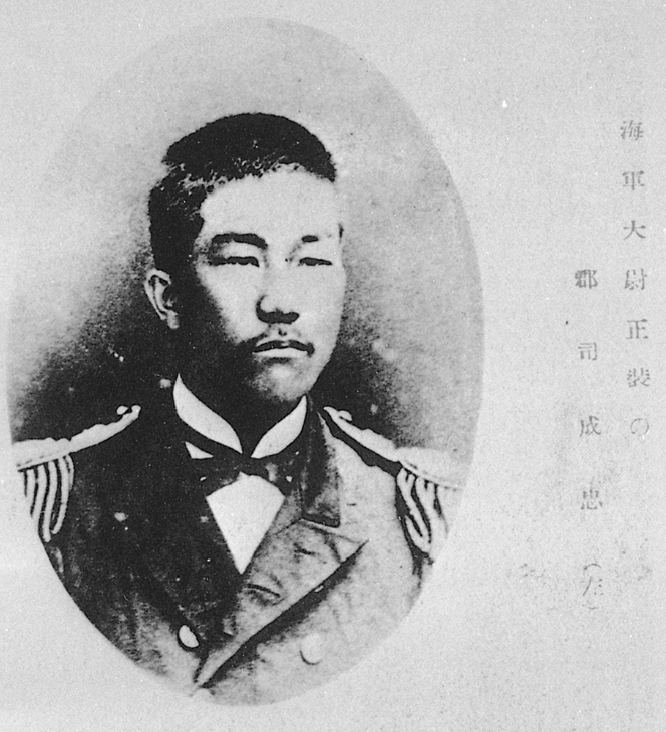
郡司成忠

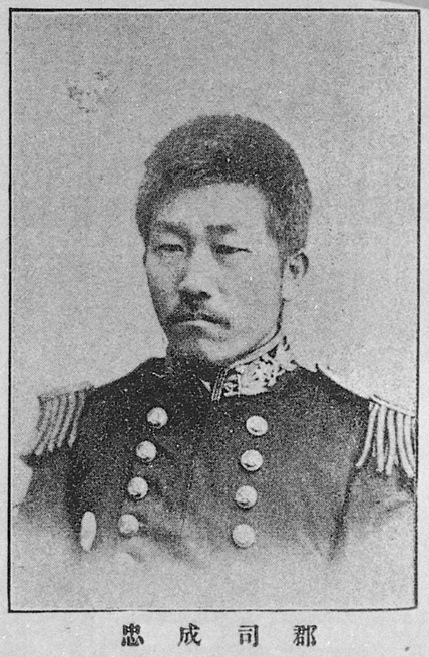
郡司成忠

郡司 成忠（ぐんじ しげただ/なりただ、万延元年11月17日（1860年12月28日） - 大正13年（1924年）8月15日）は、日本の海軍軍人、探検家・開拓者。
開拓事業団「報效義会」を結成し、北千島の探検・開発に尽力した。実業家の幸田成常は兄。小説家の幸田露伴、日本史学者の幸田成友は弟。ヴァイオリニストの幸田延、安藤幸は妹である。長男の智麿は外交官となり、杉野鋒太郎と共に在ハバロフスク大日本帝国総領事館の初代領事となった。

## 経歴

### 生い立ち
江戸下谷三枚橋横町（現・東京都台東区）生まれ。幼名は金次郎。幕臣幸田成延の次男であったが、幼少時に、嗣子がなかった親戚の郡司家の養子となる。しかし、明治維新に伴って御家断絶がなくなったことから養子の意味がなくなったため、郡司姓のまま幸田家に戻ることになった。
1872年（明治5年）、海軍兵学寮予科へ入学（この時、受験資格には年齢が不足していたので、年齢を詐称している）。海兵の卒業クラスは6期で斎藤實が同期生である。海軍軍人として海兵教授、海軍大学校甲号学生1期（加藤友三郎、松本和が同期）卒業などの履歴を踏むも、次第に千島拓殖を志すようになる。当時の千島は、ロシア帝国との国境地帯として一部の人間の間で重要視されるようになっていたが、厳しい気候条件などもあって日本政府はあまり顧みていなかったのである。郡司の千島拓殖計画は、海軍下士官の退職者の間で次第に噂になっていき、郡司の元には千島拓殖の希望者が集まるようになっていた。

### 第一次千島拓殖

#### 出発までの経緯
1892年（明治25年）、郡司は千島移住趣意書を海軍当局へ提出する。しかし、海軍上層部はこれを許可しなかった。同時に郡司が希望していた、小艦「露天号」の貸下げも軍は拒否している。この理由について綱淵謙錠は、ロシアに対する遠慮があって、海軍が公式に千島へ向かうことはできなかったのではないかと推測している。しかし郡司は諦めず、海軍大尉で願いに依り現役を退いて予備役となり（明治25年10月に待命、明治26年1月に予備役。）、民間人として千島を目指すことにした。
しかし、予定していた船の手配ができず、かといって自前で予定と同等の船を用意できるほどの資金も郡司には無かった。悩んだ末に、横須賀鎮守府で不要になった短艇を払い下げてもらい、これで千島へ向かうことにした。郡司は海軍兵学校時代に東京湾内短艇巡行を実行した（これはその後海軍兵学校の恒例行事となり、校舎が江田島に移ってからも続くことになった）経験があるなどボートの操作には慣れており、他の拓殖希望者も元海軍の人間であることからボート技術は身につけていたとはいえ、これは危険な計画であった。しかし郡司以外のメンバーの中には、すでに家族の説得や勤務先の退職をして千島移住の準備をしていた者も多く、計画をあまり延期することもできないという事情があったのである。
こうして、窮余の策とはいえ船の算段もついた郡司は、1893年（明治26年）2月22日、後に「千島拓殖演説」と呼ばれる講演を行ない、その翌々日には土方久元宮内大臣から拓殖隊に「報效義会」という名が与えられる。これらが新聞などのメディアで報じられるとその反響は大きく、同年シベリア横断を実行した福島安正とともに国民の人気を集めるようになった。添田唖蝉坊は自伝『唖蝉坊流生記』の中でこの二人を歌った演歌がヒットしたことについて語っている。また、「福島中佐・郡司大尉遠征双六」が売り出されたという記録もある。
これら世論の高まりによって、岩崎弥太郎や黒田清隆、谷干城といった面々を始めとして寄付金は当初の予定額を超えるほどに集まり、また入会希望者も続々と増えることになった。しかし報效義会には入会は海軍出身者に限るという内規があり、このため岡本監輔（かつて日本人として初めて樺太一周に成功し、1891年（明治24年）には「千島義会」を結成して千島探検を試みたが船の沈没で失敗した）も入会を断られているが、ここで陸軍出身の白瀬矗は「自分が海軍出身者でないためボート技術に不安があるというなら、陸行と渡し船を使って独自に千島へ渡るので迷惑はかけない」と熱心に入会を希望した。最終的に郡司はその熱意に負け、例外として白瀬には入会を許し、白瀬らは陸行の後に北海道で合流することになった。また、もう一人の例外として、東京朝日新聞社の横川勇次（後の横川省三）が特派記者として同行することも決まり、3月14日は東京美術学校で郡司の弟である幸田露伴らにより送別会が開かれ、3月20日には隅田川で出発のセレモニーが行なわれることになった。
ところが、ここに来て、郡司の行動に対しては批判も出てくることになる。例えば、『大日本教育新聞』は「堅牢な帆船を手に入れられる程度には資金が集まったにもかかわらず、ボートでの航行という危険な計画を変えないのでは、千島拓殖ではなくボートでの冒険の方が目的のようではないか」という内容の批判を行なった。この批判に対して郡司は、その手記に「資金乏しき為、已むを得ず企てたる短艇がはからずも壮図なりとして賛成せられたるより得たる此の資金を以て、帆船を賃傭するが如きは、余の大いに恥づる所なり」と記している。また、川村純義中将は、「探検が成功していないうちに賞賛を受けるのは褒められることではない。己を吹聴するのではなく、ひっそりと出発すべき」という内容の手紙を郡司に送った。郡司がこれに対してどう考えたかということについて手記などは残っていないが、どう考えていたにせよ、世の注目は郡司に集まりすぎるほど集まっており、もはや計画は変更できないところに来ていた。

#### 道中の苦難

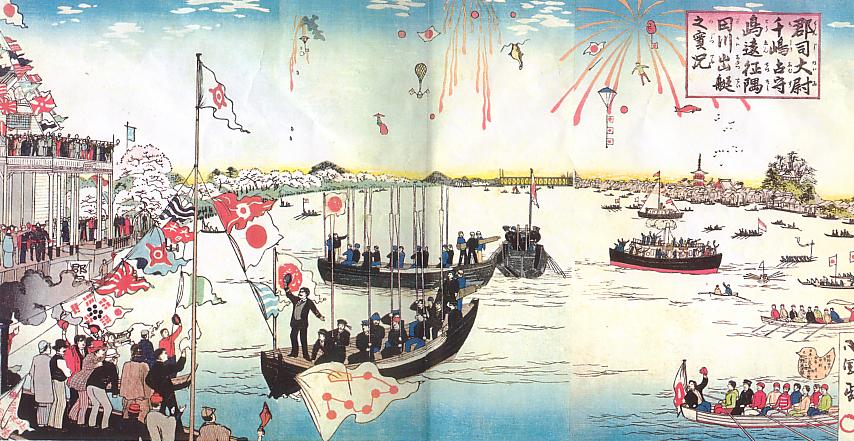
郡司の出航セレモニーを描いた錦絵（画・梅堂国政）

1893年（明治26年）3月20日、郡司以下、約80人の報效義会員は5隻のボートで千島へと旅立った。当初郡司は、航海日数33日、気象などのために航行不能の日が33日、それに余裕の10日を加えた計76日もあれば目的地へ到達できると想定していたが、しかし実際はこの予定通りには全くならなかった。5月10日、一行は全行程の約1/6の地点である釜石港付近にいたが、当初の予定であればこの日には、全行程の約2/3の地点に当たる択捉島に着いているはずであった。当初予定からこれほどの遅れを出した理由として
- 例年よりも荒天続きで、しかも向かい風である北風の吹く日が多かった。
- 小さなボートのため接岸航海が必至だったにもかかわらず、房総半島以北の太平洋岸、特に三陸海岸についての調査が足りなかった。
- 国民的な人気の故に寄港した各地で歓迎会などが開かれ、それを断ることもできなかったため時間を浪費した。

などの理由があげられる。もっとも、各地での歓迎については郡司一行にとって悪影響のみがあったわけでもなく、たとえば気仙沼では、地元の篤志家から帆船「鼎浦丸」の寄贈を受けた。また、仙台では、押川方義の紹介により、牧師の高橋伝五郎が同行することになっている。拓殖事業には宗教者が絶対に必要だと考えていた（しかし、拓殖参加に名乗りを上げる宗教者はそれまで一人も居なかった）郡司にとって、これは渡りに舟であった。
そのような中、5月22日に郡司一行にとって大きな事件が起きる。この日八戸の鮫港を出航した郡司たちは下北郡東通村白糠の沖で暴風雨にあい、ボートのうち1隻が遭難、乗組員10人が全員死亡したのであった。さらに27日には、別行程で千島へ向かっていた鼎浦丸が暴風雨によって鮫村（現・八戸市）大久喜沖で遭難し、これも乗組員9人が全員死亡した。その上、28日には郡司が負傷し、八戸病院に入院することとなる。この負傷については、公式発表では部下の田原畩吉による過失傷害となっているが、鮫で郡司が宿泊していた旅館の人間の証言などから、郡司の自殺未遂説もあり、詳細は不明である。

#### 千島での報效義会
この一連の事件のため、一行はそれまでの計画を完全に諦め、軍艦磐城に曳航されて、当初の予定では占守島に着いているはずの6月5日に函館へ入港した。ここで白瀬矗ら陸行組と合流すると、地元の富豪・平出喜三郎の好意でその持船に便乗させてもらい、6月17日択捉島の紗那に到着。ここから先への船便の当てがなかったこともあり、郡司は一旦ここに報效義会の本部を設立することにした。7月3日には、郡司の実父である幸田成延をはじめとした会員の家族も到着して、道中での遭難死者・脱会者を除いた報效義会のメンバーがほぼ千島に揃ったことになったが、あくまでも占守島が目的であった郡司にとって択捉島での生活は本意ではなかった。そのような中、7月20日、硫黄採掘のため捨子古丹島に向かうという泰洋丸という帆船が紗那に入港する。郡司が便乗を依頼したところ、泰洋丸船主・馬場禎四郎の返事は「捨子古丹島には硫黄採掘のため20日ほど滞在するからその間に占守島まで送っても良い、ただし全員は乗せられないので15人程度にしてほしい」というものであった。こうして、郡司は自分や白瀬、横川勇次、高橋伝五郎など18人の先遣隊を選抜し、泰洋丸に乗り込んだ。
7月31日、泰洋丸は捨子古丹島に到着する。しかし、ここで馬場は、占守島への回航を拒否し、帰還途中に新知島に寄るのはどうかという代案を出してきた。ここで馬場が当初の約束を反故にした理由についてははっきりしていないが、採掘に手一杯で泰洋丸を占守島へ回航させる人員が確保できないことや、千島が荒天気に入る時期であったため、占守島へ回航させる間に不慮の事故が起きるなどして硫黄を持ち帰れなくなることを恐れたのではないかと推測されている。便乗者である郡司としてはこれに抗議することもできず、また新知島のブロウトン湾の岩礁を爆破して同湾を天然の良港に改造しようという計画を建てていたこともあり、その提案を呑んだ。
また、泰洋丸のメンバーが硫黄採掘をしている最中に郡司は白瀬を連れて島内一周探検を実行しており、かつて千島アイヌが建てた家屋や橋梁が残っていることや、飲料水が豊富なことを発見した。このため、郡司は脚気にさえ気をつければ捨子古丹島での越年は可能だと判断し、先遣隊18人のうち高橋伝五郎など9人を残留させることにした。まずは占守島を全力で開拓することを目的にしていた郡司にとってこれは苦渋の選択であった（郡司はその著書『千島国占守島探険誌』の中でこの選択について「実ニ忍ビザル所アリ」と記している）が、占守島に渡るめどが立たない状態では次善の策としてこれを取らざるを得なかったのである。
捨子古丹島残留メンバーと別れた郡司・白瀬・横川ら残りの9人は泰洋丸に乗って新知島へ向かっていたが、その途中に偶然、八戸から函館まで郡司らを運んだ軍艦磐城と再会する。磐城は測量のため占守島へ向かうところであり、郡司は便乗させてもらうことを請願したところ、これを許可された。ただし、捨子古丹島に残留した9人については、任務の関係上捨子古丹島への寄港が無理であり、回収はできないとのことであった。

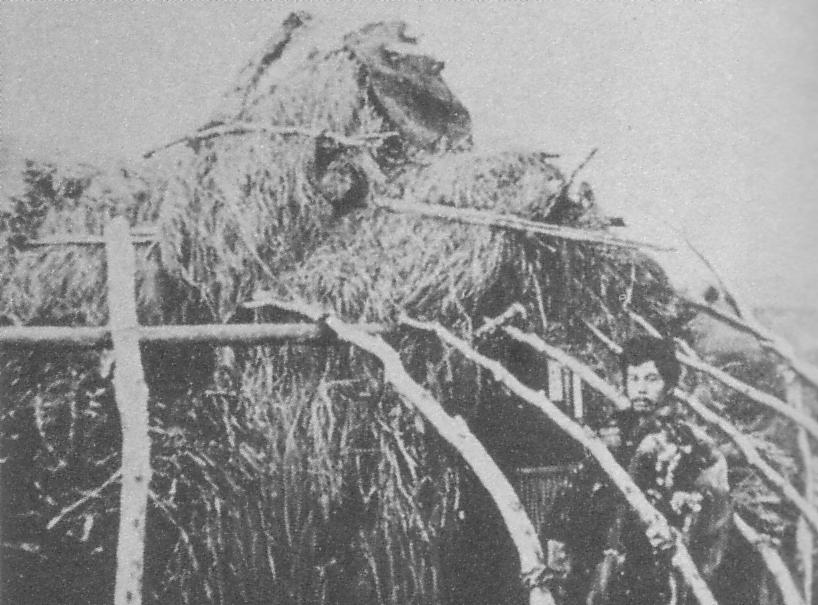
幌筵島での和田平八とその小屋

また、この時磐城には正教会のニコライ・カサートキンの弟子である和田平八という男が乗っていた。和田は、かつて占守島などに住んでいたが色丹島に強制移住させられたアイヌを再び北千島に帰還させるという運動を志しており（千島アイヌはロシア人宣教師の影響で正教会の信者が多かった）、そのために単身幌筵島での越冬生活を行なおうとしていたのである。この話を聞いた郡司らは、単身での越冬は危険だとして占守島での共同越冬を薦めたが、和田は決意固く、幌筵島で一人下船した。
そして8月31日、郡司は紆余曲折の末に占守島へ到着する。この時、特派員としての仕事が完了した横川勇次と、母親が大病を患っており帰京を希望していた島野という会員は島に残らず磐城と共に帰還することになったため、同島での越年部隊は全部で7人となった。

#### 第一次拓殖の終焉
占守島における郡司らの越冬は、特に問題もなく過ぎた。心配されていた脚気に罹るものもおらず、またサケやマスが無尽蔵に獲れたことなどもあって食料にも困らなかった。春が訪れて島の雪が溶けだした頃には、島を精力的に探険する余裕もあった。しかし、他の島における越冬は、郡司らのように順調にはいっていなかったのである。1894年（明治27年）5月10日、島の周囲の流氷が流れ去ったため、郡司たちは和田の安否を確認しようと艀で幌筵島へと渡った。しかし、着いてみると和田は小屋の中で死体になっていたのである。傍らに残されていた日記から、和田は脚気に罹って4月上旬ごろに衰弱死したことが判明した。
そして6月28日、再び磐城が占守島に現れた。ここで郡司は、衝撃的な事実を知らされる。捨子古丹島で越冬していた9人が、全員死亡・行方不明となっていたというのであった。まず、9人のうち高橋ら4人は、小屋の中で全員死体になっていたという。磐城の軍医によれば、死因は明らかに窒息死であり、寒気を防ごうと密閉した小屋の中で焚火をしたための一酸化炭素中毒であろうとのことであった。小屋に残されていた日記には、彼らが脚気に罹って衰弱していたことが記されており、また高橋の死体には戸口の方に這っていった痕跡があったことから、体の自由がきかず逃げ出すことができなかったと推測されている。そしてこの日記からは、残る5人は10月に食料補充のため越渇磨島に出漁し、そのまま帰還しなかったということも判明した。白瀬は後に、艀が流されて越渇磨島から帰還できなくなり餓死したか、帰航の途中で船が沈んだのだろうと推測している。
磐城が告げた衝撃的な事実はもう一つあった。日清間に緊張が走っており、戦争になるかもしれないという情報である。この時占守島にいた7人は全員が予備役とはいえ軍人であり、戦争となれば召集される可能性があった。郡司は軍人としての使命と千島拓殖という自らの夢の間で悩んだが、磐城艦長柏原長繁の強い説得もあり、占守島引き揚げを決意する。
この時、郡司は当初全員を引き揚げさせる予定であったが、それに異を唱えた人物がいた。択捉島から報效義会員5人を引き連れて磐城に便乗していた郡司の実父・幸田成延である。成延は、占守島の拓殖を完全に途切れさせるべきではないとして、連れてきた会員5人と自分が島に残留すると主張したのである。
郡司としては、若者であっても生きていくのが厳しい極寒の地に老父（成延の正確な生年は不明だが、この時60歳前後であったと推測されている）を残留させることは到底できなかった。また、新たにやってきた5人の会員は越冬の経験も浅く、もし彼らを残留させるのであれば、経験の豊かな人間による統率がなければ捨子古丹島の二の舞になるのは目に見えていた。しかし、成延の「占守島の拓殖維持」という意志は固く、最終的に郡司は、白瀬に5人を率いての残留を頼みこむことになる。白瀬も当初はこれを渋ったが、最終的に郡司の頼みを受け入れることとなった。この決定で成延も翻意したため、郡司らは占守島を去った。
一方、島に残った白瀬らであったが、彼らの越冬は凄惨なものとなった。6人中3人は脚気のため死亡し、白瀬を含む生き残った3人も愛犬を射殺してその肉を食べることでかろうじて命をつなぐほどの危機に追い込まれたのである。白瀬らは、1895年（明治28年）8月になって、北海道庁長官の命で差し向けられたラッコ猟漁船に救助されて千島から帰還し、ここに報效義会の第一次千島拓殖は終わりを告げた。

### 第二次千島拓殖

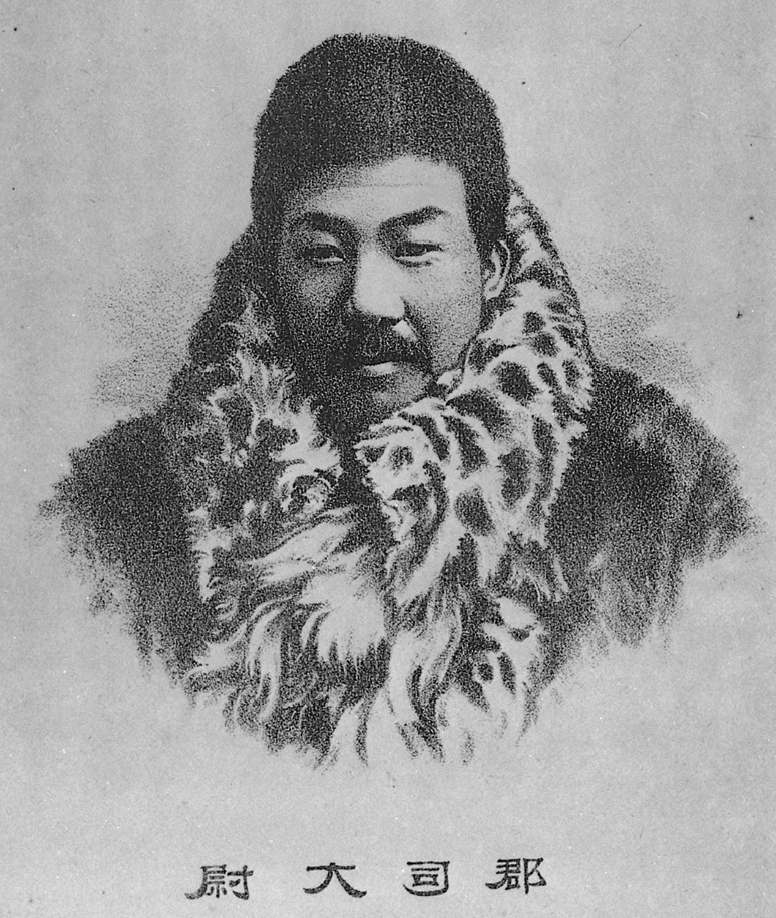
郡司成忠

千島から帰還した郡司は召集され、水雷敷設隊の分隊長などとして日清戦争に参加した。防材破壊に使用する爆薬の不足に悩んでいた鈴木貫太郎に爆薬を提供したのが郡司である。戦争終結後、報效義会の再生を図って来た千島の重要性を説く演説などを続けた。こうして、1896年（明治29年）の初夏ごろには、会員数57人の第二次報效義会を結成する。この第二次報效義会は、参加者の中に郡司の妻など女性も14人含まれており、探険的要素も強かった前回とは違って拓殖のみがその目的であった。また、谷干城らの尽力によって「報效義会保護案」が議会で成立し、3年間補助金が政府から出ることも決まった。
同年9月に占守島に渡った第二次報效義会は、前準備がしっかりしていたこともあり、今度は着実に成果を上げていくことになる。開拓本部には魚肉の缶詰工場や鍛工場が建設され、幌筵島には分村が作られた。会員も増加していき、1903年（明治36年）には、占守島の定住者は170人（男100人、女70人）にまで膨らんでいた。しかし、この頃から会の中には徐々にきしみが見え始めるようになる。

#### 報效義会への批判
1904年（明治37年）1月、日刊新聞『二六新報』は、「北海の惨雲・郡司大尉の罪悪」というタイトルで、郡司の批判記事を連載（全47回）した。その内容は、郡司の人間性や、会員あるいはその家族に対する態度などといった、指導者としての資質に欠ける部分を糾弾する内容のものであり、綱淵謙錠はこれを「現在からみて、数字や人名、あるいは事件の解釈などに、間違いや誤解ないし認識不足と思われる部分が少なくないことは確かであるが、これらの取材先がもっぱら旧報效義会員と思われるふしがあり、かれらの怨嗟の声を生まの形で集めようとしている新聞社の姿勢が伝わってくることも事実である」と評している。日露開戦直前という世の中にあってこのキャンペーンはあまり国民の話題にはならなかったが、しかし会員の中に不満を抱くものが出ていたことは事実であった。例えば、郡司が私腹を肥やしているという疑惑（これは、議会には経理役が特に居らず、会計がいわゆるドンブリ勘定であったことに由来する）を抱き、島を脱出して郡司の弾劾演説を開く者もいたという。郡司はこの演説を行なった者たちを会から除名したが、これは会の中に不穏な空気を産むこととなった。
また、このキャンペーンの以前から郡司批判を続けていた人物に、第一次報效義会の千島拓殖に参加していた白瀬矗がいる。白瀬は、第一次拓殖から帰還後に報效義会を脱会していた。頼まれた末の越冬が悲惨なものであったことと、その越冬によって日清戦争（1894年7月 - 1895年4月）に参加することができなかったことで、白瀬は郡司親子を深く恨むようになっていたのである。1897年（明治30年）、白瀬は自身の千島での体験をまとめた『千島探検録』を出版しているが、その中で、「局外者たる幸田成延」が千島に来たことを「牝鶏のあしたするは家の亡ぶなり」と強く批判し、「矗は軍人として非常なる損害を蒙るに至つた」と記しているほどであった。また、1900年（明治33年）には、「千島義勇警備田漁兵設置ノ件」を政府に請願している。これは、私的事業によってではなく政府の手で千島を開発するべきだとする意見書であり、政府が最終的に容れなかったとはいえ、郡司・報效義会にとっては好ましからざるものであった。
なお、このような経緯と、白瀬の遺品の中に「北海の惨雲」のスクラップがあったことや、「北海の惨雲」の中に白瀬に直接取材をしていると思しき記述があることななどから、白瀬がこのキャンペーンに関わっていたのではないかという推測もある。

#### 日露戦争と第二次拓殖の終焉
会の中に不穏な空気が流れていた1904年（明治37年）5月、島へやってきた漁船に日露戦争が始まったことを知らされた郡司は義勇隊を組織し、カムチャツカ半島へ進撃した。郡司がこれを実行した理由については「会内の動揺や不満を逸らすため」「満州方面のロシア軍に対する陽動作戦」などと推測されている。
義勇隊はカムチャツカ西岸のオゼルナヤ川河口近辺に上陸することには成功したが、7月になってコサック兵に襲われた。これによって義勇隊員に16人の死者が出た上、郡司は捕らえられ、ペトロパブロフスク・カムチャツキーの西にあるミルコフという村に監禁される。そして会長を監禁された報效義会は引き揚げを決定。この時点で占守島に居た70人のうち、郡司夫人を含む56人は島を離れた。こうして、第二次報效義会は実質上解散した。
なお、残った14人も順次島を離れていき、1908年（明治41年）には別所佐吉という会員とその妻子の計7人のみが島の住人という状態になった。

### 第二次拓殖後の郡司
1905年（明治38年）、ポーツマスで講和会議が開かれていることを知った郡司は、たまたまミルコフに来ていたフランス人の毛皮商に、小村寿太郎外相への手紙を託す。この手紙はアメリカ人船長の手を経て小村の元へ渡り、ポーツマス条約第11条にある漁業権設定に活かされたといわれる。
同年9月5日のポーツマス条約締結に伴い、郡司は解放され日本に帰国した。翌1906年（明治39年）ごろから再び報效義会を率いて活動を始め、1908年（明治41年）には、「露領沿海州水産組合」（3年後に露領水産組合と改称）の組合長にも就任するなどしている。しかし、このころの報效義会はかつてとは異なり、その活動はただの漁業団と変わることはなくなっていた。その上、ラッコ禁漁の決定（ラッコの毛皮は高値で取引されたため、会の重要な資金源となっていた）や、社運を賭けていたサケ缶詰の売り上げ不振など、その事業はけしてうまくいったものではなかった。
1910年（明治43年）には、郡司と袂を分かった後に南極探検を志していた白瀬矗が、かつての郡司同様に用船問題が難航したため、報效義会の漁船「第二報效丸」を譲ってほしいと頼んできた。郡司は一度はこれを断ったが、最終的に大隈重信の説得などもあって承諾している。
1915年（大正4年）、郡司は参謀本部第二部からの指令を受けシベリアに赴いた。この任務については記録が残っておらず、また郡司も何も語らなかったため詳細は不明であるが、第一次世界大戦の最中であったことから何らかのスパイ活動を行なっていたのではないかとみられている。
シベリアからの帰国後は、心臓を患ったこともあって隠遁するような生活を送った。郡司は1924年（大正13年）8月15日、心臓麻痺のため63歳で没した。郡司の墓所は池上本門寺にある。
なお、別所一家は郡司の死後も占守島に残りつづけたが、第二次世界大戦後のソ連進駐に伴って島を離れ、報效義会はここに完全消滅した。
報效義会の関係者が1919年建立した石碑「志士之碑」（幸田露伴揮毫）が、弾痕だらけといえども現存していることが確認されている。

## 栄典・授章・授賞
位階
- 1885年（明治18年）9月16日 - 従七位[21]
- 1890年（明治23年）11月1日 - 正七位[22]